# Деметреску-Миря, Джордже
Джордже Деметреску-Миря (рум. George Demetrescu Mirea; 1852, Кымпулунг — 12 декабря 1934, Бухарест) — румынский художник, педагог. Лауреат Национальной премии Румынии по живописи (1924).

## Биография
Родился в многодетной семье священника. Обучался живописи в Национальной школе изящных искусств Бухареста. Ученик Теодора Амана. Одновременно изучал медицину в Бухарестском университете под руководством Кароля Давила. По настоянию Давила, получил врачебную практику, участвуя при штабе румынской армии в Русско-турецкой войне (1877—1878), где сделал много зарисовок.
При содействии художника Николае Григореску, получил стипендию для продолжения занятий живописью в парижской Школе изящных искусств (École des Beaux-Arts) . До 1884 г. его наставником был Каролюс-Дюран.
Вернувшись на родину, вместе с архитектором Ионом Минку, работал над созданием фресок и росписями Собора Святых Петра и Павла в г. Констанца.
С 1889 преподавал рисование в Кымпулунгской школе. В 1891 году назначен профессором Национальной школы изящных искусств Бухареста. С 1899 по 1927 работал в качестве директора школы (впоследствии — Бухарестский национальный университет искусств).
Среди его известных учеников — Николае Дэрэску, Костин Петреску, Камиль Рессу, Ион Теодореску-Сион и др.

## Творчество
Представитель академизма.
Дж. Деметреску-Миря — художник-монументалист, портретист, создал ряд картин мифологического жанра
Им выполнены фрески в Национальном банке Румынии и Ясском университете.

## Память
- Именем художника названа одна из улиц Бухареста.

## Избранные картины

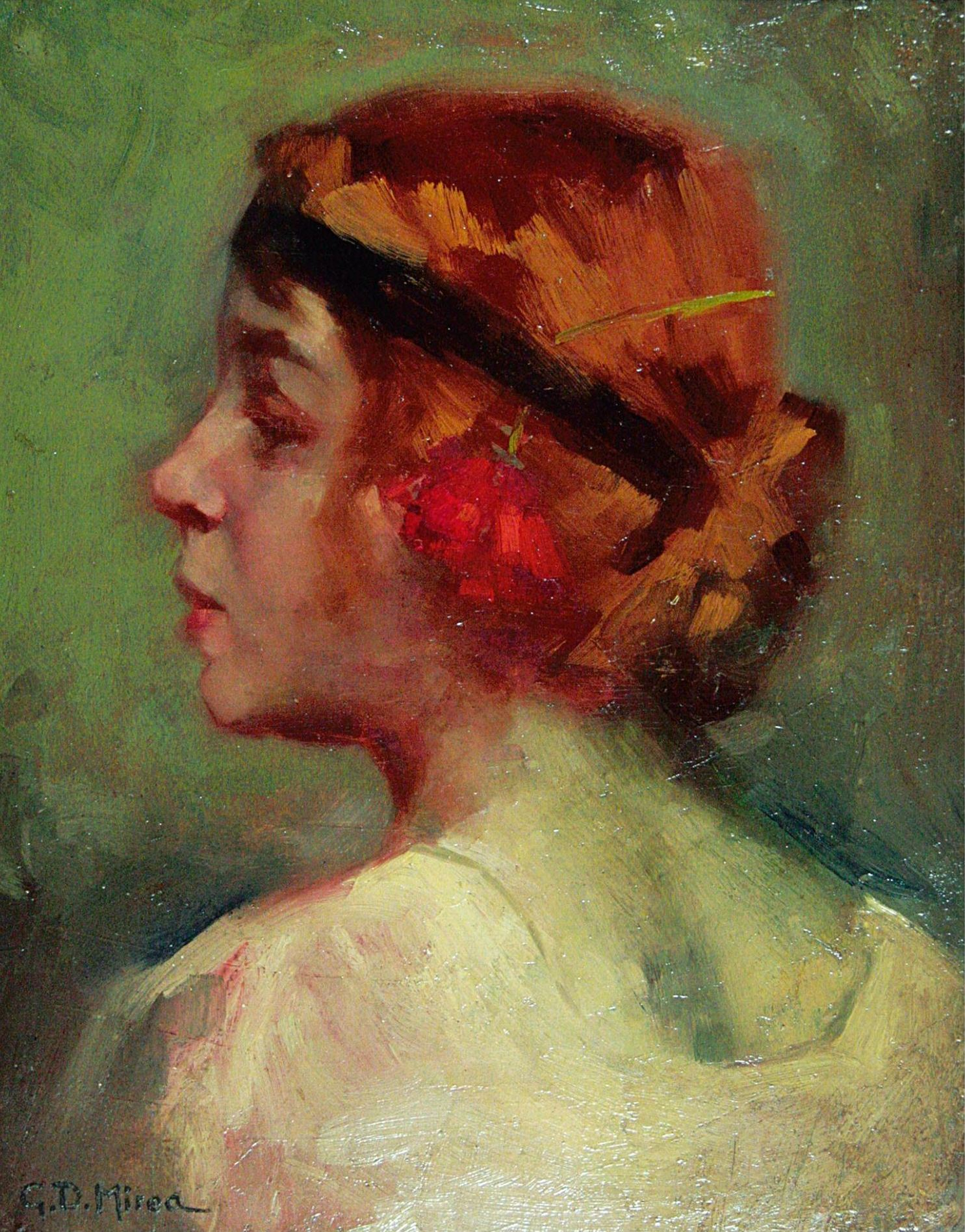
Женский профиль
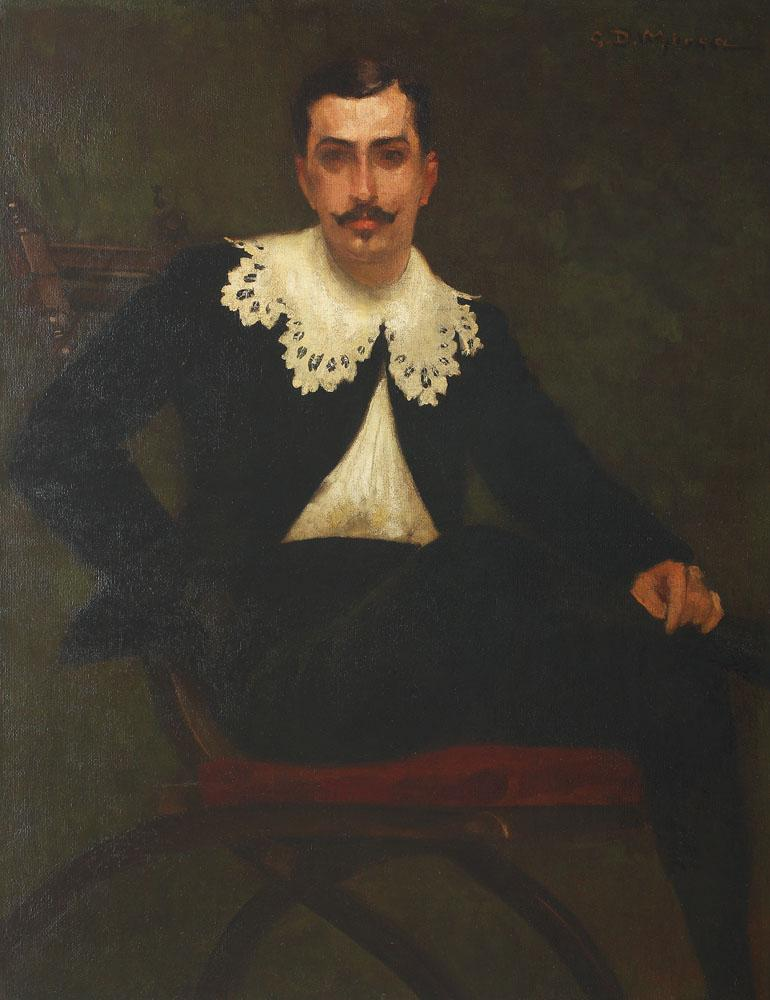
Портрет Н. Петрашку
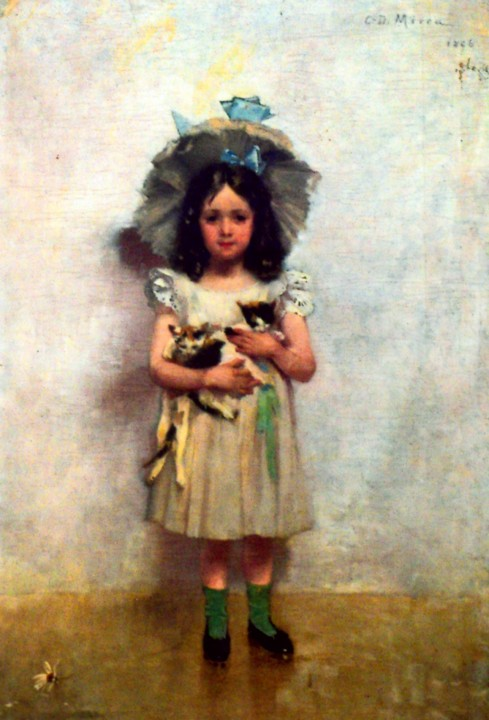
Маленькая девочка с кошками
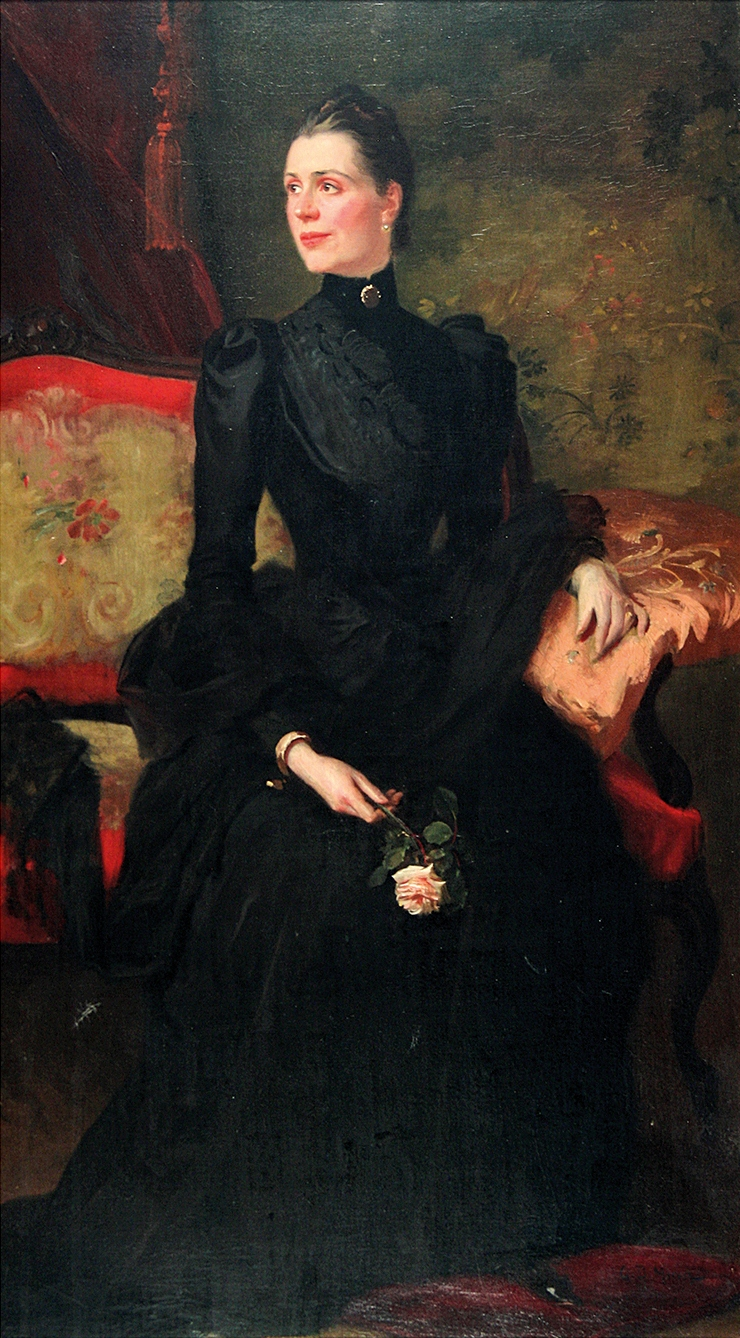
Портрет женщины
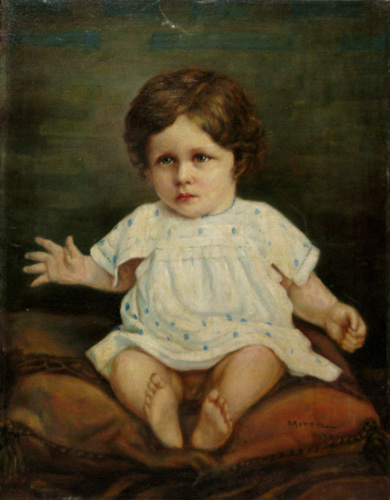
Сидящий ребёнок
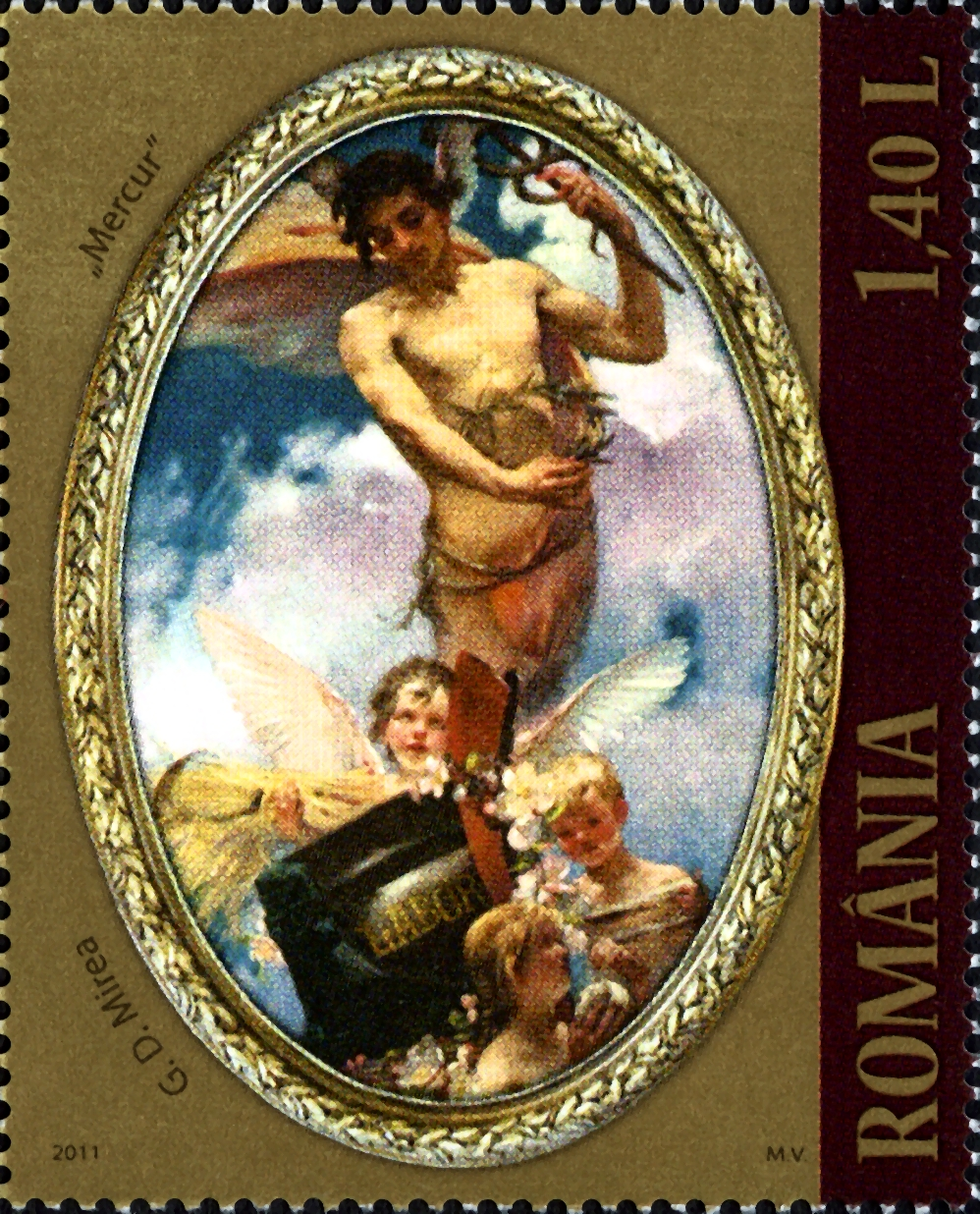
Мифологический сюжет на марке Румынии 2011 г.
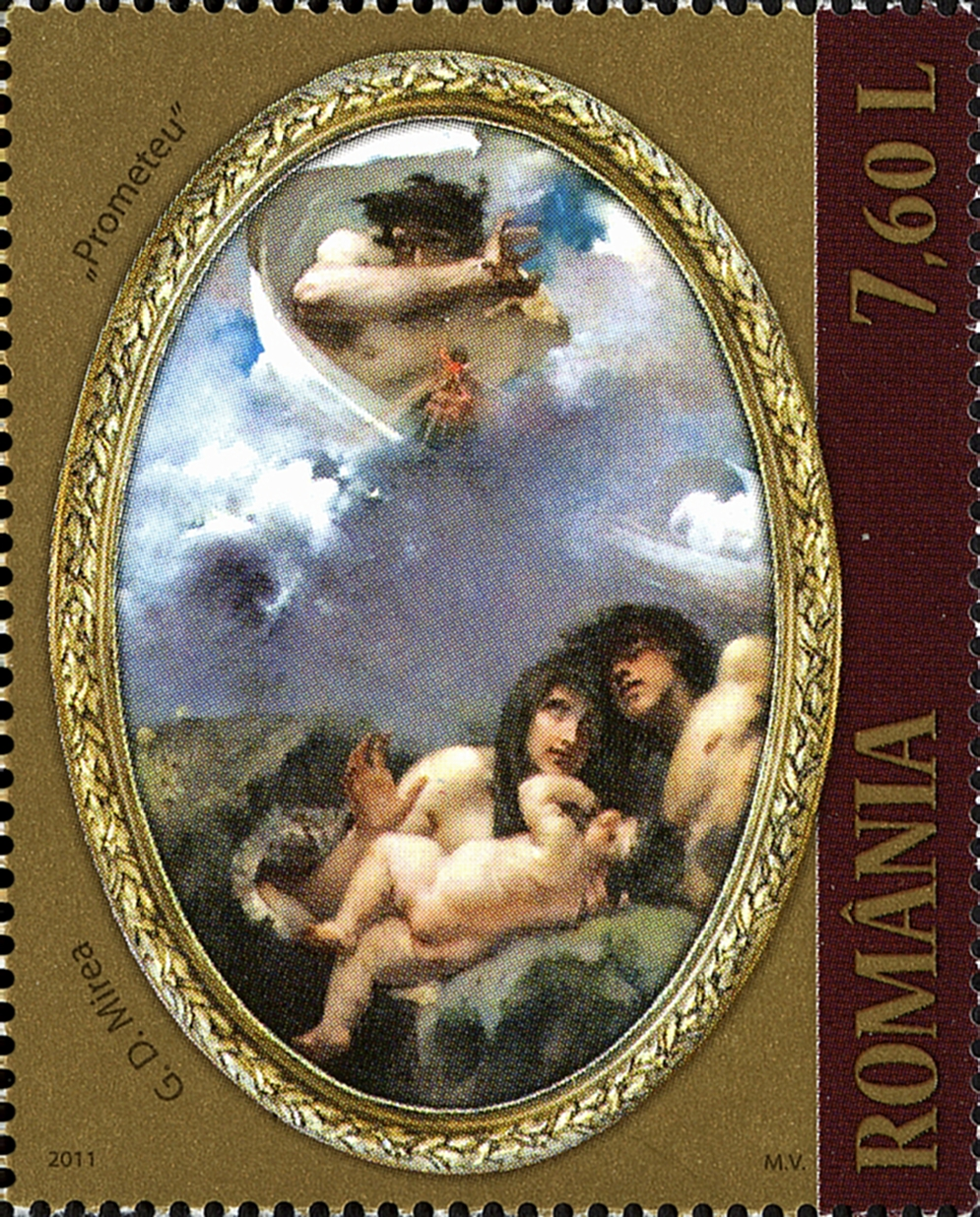
Мифологический сюжет на марке Румынии 2011 г.